# Santa Margarida i els Monjos
Santa Margarida i els Monjos là một đô thị trong comarca Alt Penedès, Barcelona, Catalonia, Tây Ban Nha.

## Biến động dân số
| 1900  | 1930  | 1960  | 1990  | 2006  |
| ----- | ----- | ----- | ----- | ----- |
| 1.333 | 2.078 | 2.068 | 3.772 | 6.221 |

- Biến động dân số từ năm 1717 đến năm 2006

1717-1981: población de hecho; 1990-: población de derecho